# Herón Proal
Herón Proal Islas (Tulancingo, 1881-Veracruz, 1959) fue un sindicalista, marino y líder obrero mexicano. Protagonizó la Huelga inquilinaria de Veracruz de 1922. 

## Trayectoria
Fue hijo de Amada Islas, de origen español y nacida en la Ciudad de México y de Víctor Proal, de orígen francés y de profesión, comerciante. Este último abandonó a su familia en México llevándola a que cayeran a una condición precaria. Los sentimientos de venganza por ese hecho permanecerían en Herón.
Estudió la instrucción primaria en Tulancingo, en donde conocería al profesor Epifanio Silva, pedagogo. Por su intervención consiguió una beca para estudiar en el Instituto Científico y Literario del Estado de Hidalgo ubicado en Pachuca, misma que al final rechazó. Viajó a la Ciudad de México en donde consiguió empleo en el Centro Mercantil como fabricante de ropa. Poco después ingresó a la Armada de México. Siendo oficial naval tuvo el cargo de grumete, recorriendo múltiples puntos del Golfo de México, Cuba y los Estados Unidos. Proal perdió el ojo derecho supuestamente en esa época por un latigazo de un capataz. Otra fuente indica que lo perdió en un accidente siendo niño.
Permaneció en la Armada de México hasta 1914 para incorporarse a grupos sindicalistas, hecho que provoca su expulsión de la ciudad de Veracruz. Tras un breve periodo en la Ciudad de México vuelve al puerto a integrarse al Partido Obrero Veracruzano. Del 15 al 17 de marzo de 1915 Proal encabezó el Congreso Nacional de Obrero de Veracruz, en un intento de conformar una central obrera en ese estado. Al siguiente año en el mismo congreso fue electo secretario general. En esa época tendría acercamientos con Cándido Aguilar y Adalberto Tejeda, ambos parte del grupo político de Álvaro Obregón. Proal retoma el oficio de sastre aprendido en la Ciudad de México, viviendo dificultades económicas por su negocio. En ese periodo habitaría distintas vecindades en el puerto de Veracruz, conociendo de esta manera la realidad difícil de la vivienda de los estratos mas bajos de la sociedad del puerto. Proal tendría en esa época dos hijos, Víctor y Lucina, hijos ambos de Herminia Cortés.